# Ammophilinae
Ammophilinae — підродина перетинчастокилих комах родини сфецид (Sphecidae). Включає 320 видів у 6 родах.

## Роди
- Ammophila W. Kirby, 1798
- Eremnophila Menke, 1964
- Eremochares Gribodo, 1883
- Hoplammophila de Beaumont, 1960
- Parapsammophila Taschenberg, 1869
- Podalonia Fernald, 1927